# Charkovská oblast
Charkovská oblast (ukrajinsky Харківська область, Charkivska oblasť nebo též Харківщина, Charkivščyna) je jednou z 24 samosprávných oblastí Ukrajiny. Rozkládá se ve východní části země při hranicích s Ruskem. Oblast byla ustavena 27. února 1932. Hlavním městem je Charkov (1 463 000 obyv.), druhé největší město země. Další významnější města jsou Lozova (60 000 obyv.), Izjum, Čuhujiv či Kup‘jansk. Napříč oblastí protéká řeka Severní Doněc. Oblast historicky náleží do regionu Slobodská Ukrajina.

## Historie

### Ruská okupace
Po ruské invazi na Ukrajinu z února 2022 kontrolovala přibližně 6 měsíců téměř celou východní polovinu oblasti vojska Ruské federace, v březnu 2022 se dostala až na předměstí Charkova. Po ukrajinské protiofenzívě v září 2022 byla velká většina okupovaného území v oblasti opět osvobozena.

## Oblastní symboly

### Vlajka
Vlajka Charkovské oblasti je tvořena karmínovým listem o poměru stran 2:3 s oblastním znakem ve středu vlajky.

## Obyvatelstvo
Charkovská oblast je jednou z nejvýznamnějších oblastí Ukrajiny: na rozloze 31 415 km² zde žije zde 2 599 000 obyvatel, z nichž 2 115 000 žilo ve městech (81,4 %) a 483 900 obyvatel žilo na venkově (18,6 %).
V roce 2021 se narodilo 15 482 živě narozených dětí, zatímco tentýž rok zemřelo 55 056 lidí, z nichž 149 byly děti ve věku do jednoho roku. Na 100 zemřelých připadalo jen 28 živě narozených dětí. Míra kojenecké oblasti činila 9,6 ‰. Celkový úbytek byl v roce 2021 34 873 osob.
Podle výsledků sčítání lidu v roce 2001 tvořili 71 % Ukrajinci, 26 % Rusové . Přibližně polovina obyvatel (54 %) používala ukrajinštinu, polovina ruštinu (tedy i nemalá část etnických Ukrajinců); rozšířený je také suržyk. 
Tabulka níže podává přehled největších měst nad 20 000 obyvatel v oblasti.
| Město        | Ukrajinský název | Ruský název  | Obyvatelé k 1. 1. 2022 |
| ------------ | ---------------- | ------------ | ---------------------- |
| Charkov      | Харків           | Харьков      | 1 421 125              |
| Lozova       | Лозова           | Лозовая      | 53 126                 |
| Izjum        | Ізюм             | Изюм         | 44 979                 |
| Čuhujiv      | Чугуїв           | Чугуев       | 31 018                 |
| Pervomajskyj | Первомайський    | Первомайский | 28 510                 |
| Kupjansk     | Купʼяньск        | Купянск      | 26 627                 |
| Balaklija    | Балаклія         | Балаклея     | 26 334                 |
| Pisočyn      | Пісочин          | Песочин      | 23 509                 |
| Merefa       | Мерефа           | Мерефа       | 21 202                 |
| Ljubotyn     | Люботин          | Люботин      | 20 001                 |

## Sousední oblasti
- Luhanská oblast (východ)
- Doněcká oblast (jihovýchod)
- Dněpropetrovská oblast (jih)
- Poltavská oblast (západ)
- Sumská oblast (severozápad)
- Bělgorodská oblast (Rusko; sever)